# Nikołaj Gietmanski
Nikołaj Nazarowicz Gietmanski, ros. Николай Назарович Гетманский (ur. 1 listopada?/14 listopada 1904, zm. 14 października 1944) – radziecki oficer.

## Życiorys
Urodził się w 1904. Brał udział w II wojnie światowej w szeregach Armii Czerwonej. W stopniu kapitana służył w szeregach 276 Dywizji Strzelców Piechoty. Wraz z frontem wschodnim dotarł na tereny polskie. Poległ w walkach z Niemcami 14 października 1944 w rejonie Drohobycza.
Został pochowany w mogile nr 33 na terenie kwatery żołnierzy Armii Czerwonej na Cmentarzu Centralnym w Sanoku.

## Odznaczenia i ordery
- Order Czerwonej Gwiazdy
- Medal „Za Odwagę”